# Prostitución en los territorios autónomos daneses
En la actualidad, el Reino de Dinamarca cuenta con dos territorios autónomos de ultramar: Groenlandia y las Islas Feroe. Estos territorios son gobernados de forma autónoma respecto a Dinamarca continental, y cuentan con amplios tratados de autogobierno desde principios del siglo XXI.
Tanto en Groenlandia como en Feroe, el modelo legal imperante respecto a la prostitución es el mismo que el danés, lo que en la práctica implica que el modelo que se sigue es el abolicionista: ejercicio de la prostitución no regulado, burdeles y proxenetismo ilegales. No existen servicios específicamente diseñados para prostitutas en ninguno de los dos territorios; presumiblemente, porque la preocupación acerca del ejercicio de la prostitución en ambos es limitada, al no existir apenas casos.

## Groenlandia
En Groenlandia, además de la posesión de burdeles, del proxenetismo, y de la explotación sexual de terceras personas, es ilegal alentar o ayudar a menores de 21 años a prostituirse, o a viajar a otro lugar con el fin de prostituirse (incluyendo a mayores de 21 años si desconocen el propósito del viaje). También es ilegal que el dueño de un hotel u hostal alquile una habitación para su uso con fines de prostitución. Desde 2019, también se considera proxenetismo el hecho de mantener relaciones sexuales de pago con una persona engañada o envuelta en circunstancias inapropiadas o ilegales a la hora de ejercer. Pese a la percepción recurrente de que el ejercicio de la prostitución autónoma está prohibido en Groenlandia, no existen actualmente leyes que penen dicho ejercicio en el territorio, ni la compra de servicios en circunstancias normales en residencias privadas.
En 1728, entre los colonos nórdicos que iniciaron el repoblamiento del sur de la isla, fundando Nuuk, había prostitutas. A día de hoy, el fenómeno de la prostitución es infrecuente en Groenlandia, y no se han presentado hasta la fecha cargos delictivos relacionados con la posesión de burdeles o de la explotación de la prostitución de terceros. Sin embargo, hay rumores de la existencia de burdeles en la isla, camuflados en forma de salones de masaje, y de la existencia de prostitución desde, al menos, el establecimiento de las primeras bases militares estadounidenses en territorio groenlandés. A finales de 2012, se abrió un debate en la isla acerca de la posibilidad de legalizar burdeles, como forma de obtener dinero de la reciente afluencia de trabajadores chinos del aluminio a la ciudad de Maniitsoq. También se ha constatado la existencia de prostitutas groenlandesas en Dinamarca continental, con la característica de que, en vez de intercambiar sexo por dinero, utilizan el sexo como recurso de necesidad para conseguir alojamiento.

## Islas Feroe
Las Islas Feroe cuentan con su propia ley de delitos sexuales desde 2017, similar a la danesa. Dicha ley no pena la prostitución autónoma ni su compraventa entre mayores de edad, sino tan solo el proxenetismo y la prostitución infantil. Debido a la escasa población de Feroe (aproximadamente 48.000 personas), no se registran en la práctica casos de prostitución a terceros, en burdeles o en redes ilegales. Siendo la prostitución un fenómeno infrecuente en las Islas, es posible encontrar a algunas prostitutas independientes, incluyendo a algunas trabajadoras sexuales de Tailandia y Filipinas en salones de masaje. Elin Reinert Planck, exdirectora del hogar para mujeres Kvinnuhúsið de Tórshavn, asume la existencia de mujeres que se prostituyen a cambio de drogas.